# Gouvernorat de Sohag
Le gouvernorat de Sohag est un gouvernorat de l'Égypte. Il se situe dans le centre du pays, sur le Nil. Sa capitale est Sohag.
Avant 1960, ce gouvernorat portait le nom de gouvernorat de Girga et avait Girga comme capitale.

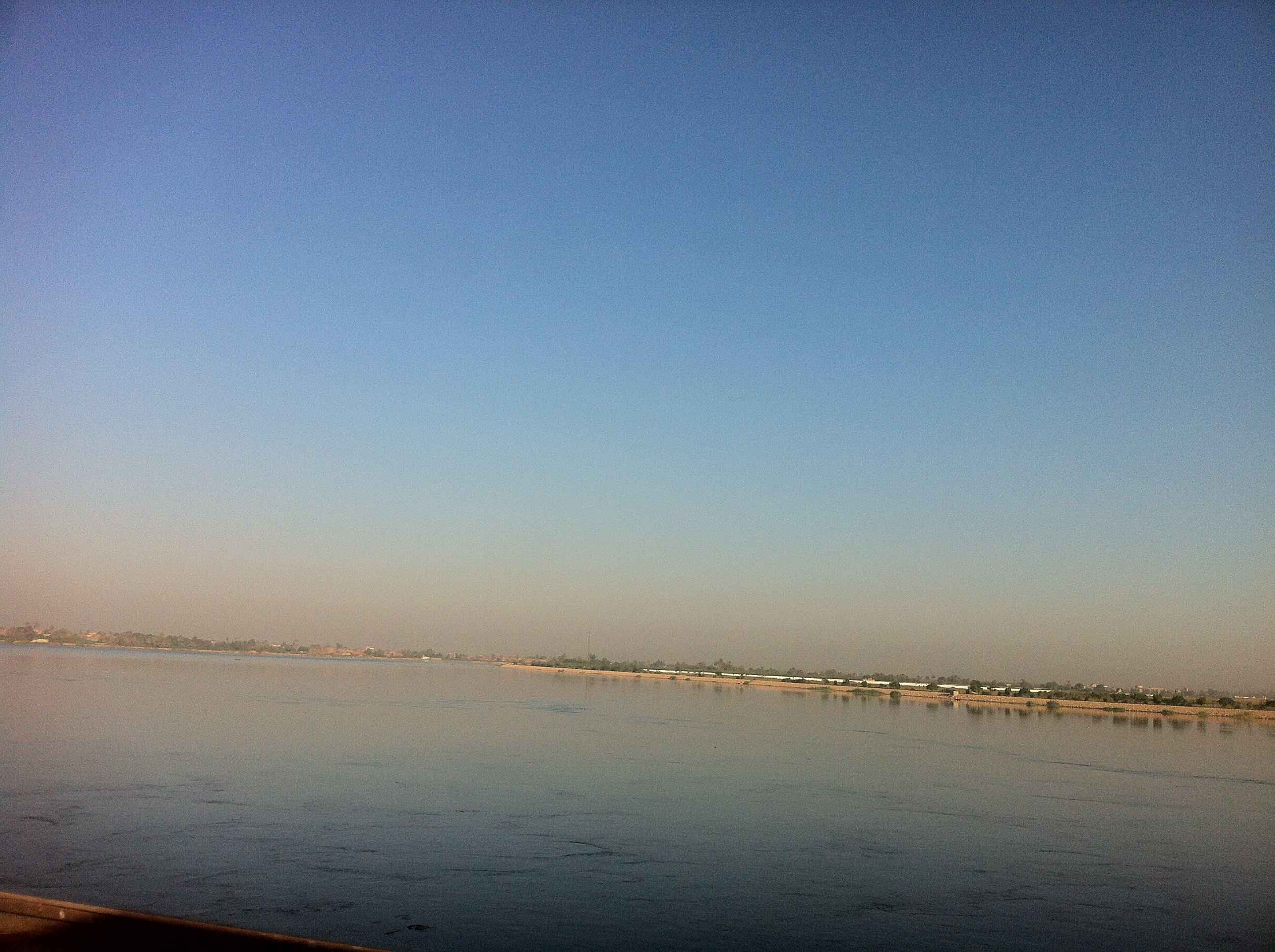
Al Hager Bawlad Yehya, Markaz Dar El-Salam, Gouvernorat de Sohag, Égypte